# Damian Durkacz
Damian Durkacz (ur. 30 stycznia 1999 w Knurowie) – polski pięściarz, reprezentant Polski.

## Życiorys
W październiku 2017 roku zdobył brązowy medal Młodzieżowych Mistrzostw Europy. W półfinałowej walce przegrał 0:5 z Tarasem Bondarchukiem. W kwietniu 2018 roku został mistrzem Polski po pokonaniu 3:2 w finale Karola Kowala. Na przełomie kwietnia i maja 2019 roku rywalizował w  XXXVI Międzynarodowym Turnieju Bokserskim im. Feliksa Stamma. W finałowej walce pokonał 4:1 Mateusza Polskiego. W listopadzie drugi raz w karierze został mistrzem Polski. W decydującej walce pokonał 5:0 Mateusza Polskiego.
W 2021 roku jako członek reprezentacji Polski wziął udział w Letnich Igrzyskach Olimpijskich 2020 w Tokio, gdzie w rywalizacji mężczyzn do 63 kg odpadł w pierwszej rundzie z Gabiłem Mamiedowem. W 2024 roku ponownie reprezentował Polskę na Letnich Igrzyskach Olimpijskich, gdzie w rywalizacji mężczyzn do 71 kg odpadł w pierwszej rundzie z Rami Mofidem Kiwanem.